# تیم ملی بسکتبال زنان بوسنی و هرزگوین
تیم ملی بسکتبال زنان بوسنی و هرزگوین، نماینده بوسنی و هرزگوین در مسابقات بین‌المللی بسکتبال زنان است.